# Habitatge al carrer Manlleu, 85 (Vic)
L'Habitatge al carrer Manlleu, 85 és una obra de Vic (Osona) inclosa a l'Inventari del Patrimoni Arquitectònic de Catalunya.

## Descripció
Edificis civils. Conjunt d'habitatges que consten de PB i tres pisos, coberts a dues vessants amb teula aràbiga. Ambdós guarden una estructura similar que consisteix en un portal gran i un de petit a la planta, emmarcats per dovelles de pedra i un d'ells amb llinda de roure.
Als pisos s'hi obren balcons les dimensions dels quals segueixen una gradació segons l'alçada, conserven llosanes de pedra i les típiques baranes de ferro forjat. La façana és arrebossada i es troba en vies de restauració de dalt a baix. Al ràfec hi ha llosetes i fusta.
La part més deteriorada és a la PB, però amb la restauració deurà ser millorar.

## Història
El conjunt sembla producte d'una unificació d'edificis anteriors durant els segles xviii i xix, seria doncs producte de la reforma barroca d'aquest sector. Situat a l'antic camí itinerant que comunicava la ciutat amb el sector nord, va començar a créixer al S.XII, al XIII anà creixent com a raval. Al llarg dels segles s'hi van construir diversos edificis religiosos: l'edifici gòtic de Santa Clara nova i també els Carmelitans. Al S.XVII passà a formar part de l'eixampla barroca que al S.XVIII es va estendre pel barri de Santa Eulàlia i al S.XIX amb la construcció d'edificis a l'horta d'en Xandri fins al C/ DE Gurb.